# Coelopisthia qinlingensis
Coelopisthia qinlingensis är en stekelart som beskrevs av Yang 1996. Coelopisthia qinlingensis ingår i släktet Coelopisthia och familjen puppglanssteklar. Inga underarter finns listade i Catalogue of Life.